# 濾過摂食
濾過摂食（ろかせっしょく、filter Feeding）とは、動物の餌の取り方の類型の一つで、触手や鰓などを用いて漉し取る（濾過する）ように餌をとるやり方を指す。主として水産動物に見られる。
よく発達した鰓や触手などを濾紙やザルのように用いて、それに引っ掛かる餌を食べる。この方法で餌をとる動物を濾過摂食者 (filter feeder) という。

## 餌
通常、濾過摂食者は、自分よりはるかに小さい餌をとるものであり、餌は典型的には1mm前後までの中型プランクトンである。ジンベエザメ、マンタ、シロナガスクジラなど、大型の海棲生物のなかには濾過摂食によってとるプランクトンを主たるエネルギー源としているものが多い。鳥類ではフラミンゴがこうした摂食を行う。とにかく餌のありそうなところを攫って、含まれる餌を流し込む、という形態である。一方、ザトウクジラは小型魚類などが含まれる比較的大きな餌を口で掬い、水だけを吐き出すが、これも濾過摂食に近い摂食形態である。この場合には、あらかじめ小魚を追い集める行動を取るようである（やや狩りに似た要素がある）。

## 生活圏
濾過摂食者は、水中性、特に海産のものに多い。生息空間内に浮かんでいる餌が圧倒的に多いからである。遊泳するものだけでなく、固着性のもの（フジツボなど）もこれに含まれる。
一方地上では、空間内に浮いている餌は比較的少なく、それを攫える網のような構造を維持するのも難しいため、濾過摂食者といえるものは少ない。強いて挙げれば、クモ類、ヨタカなどが濾過摂食に似た摂食形態である。

## 濾過の装置

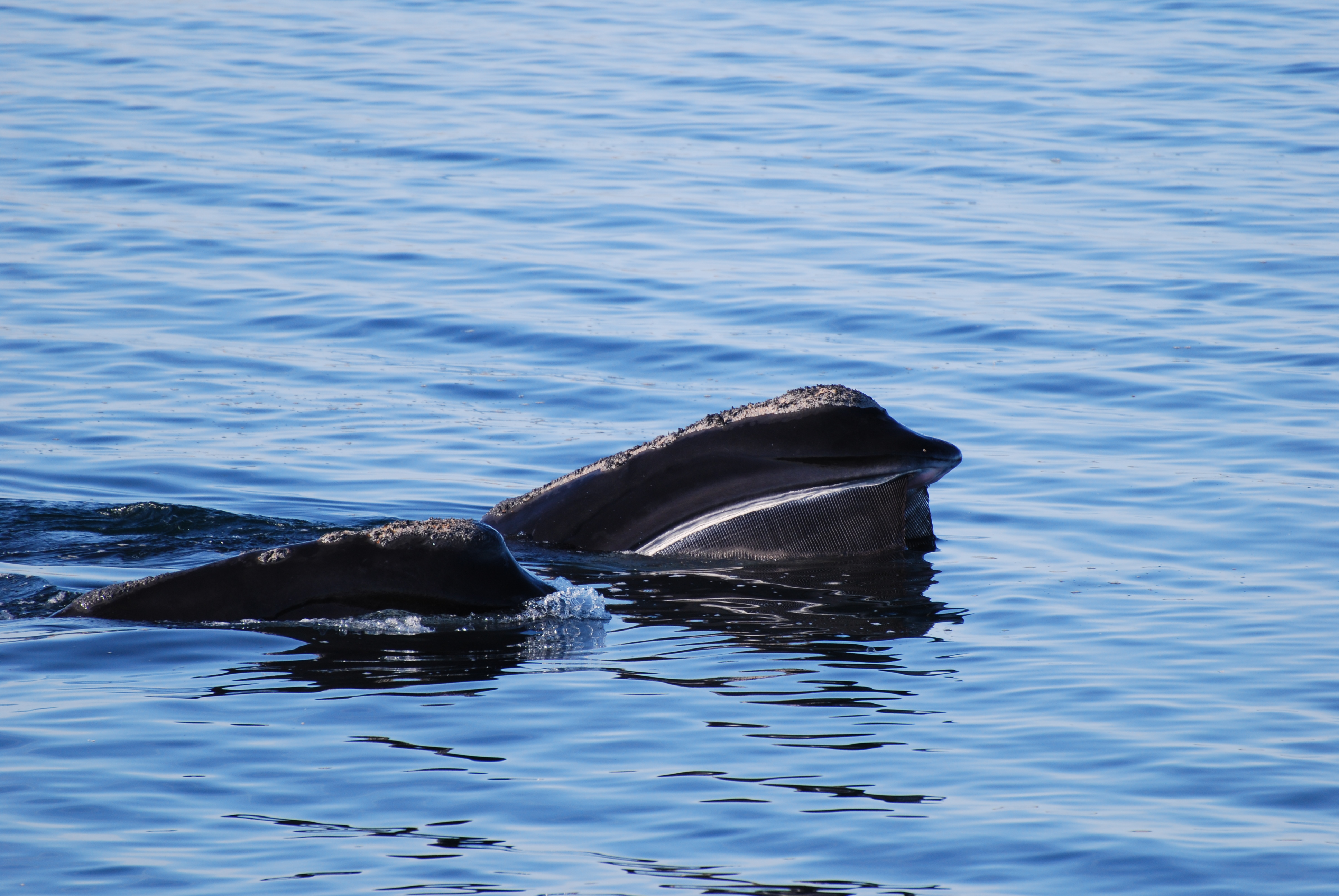
採餌中のタイセイヨウセミクジラ。

この方法で餌を取るためには、水などから餌を漉し取る装置が必要である。
水棲動物は鰓を持つものが多く、ここを水が多量に通るため、その際に同時に餌を漉し取る例がよく見られる。イワシは口・鰓ぶたを大きく開け、大量の水が通るようにして摂食を行う。
鰓を持たないクジラ類では、口内にすだれのような構造（鯨ひげ）が発達しており、これを使って多量の水を濾過できるようになっている。このような特徴を持つグループはヒゲクジラと呼ばれる。
触手を発達させるものも多い。ケヤリムシやカンザシゴカイなどの多毛類、フジツボなどの蔓脚類、テヅルモヅルなどがその例である。クラゲの触手もそれに近い働きを持つ。
体に濾過装置を発達させるのではなく、体外にそれを作り出すものもある。オタマボヤ類はゼラチン質を分泌して巣を作り、そこにかかるものを食べる。巻き貝類のヘビガイは、口から粘液質の網を分泌し、これを回収して食べる。

## 繊毛粘液摂食との関係
繊毛粘液摂食というのは、触手などの表面に粘液を分泌し、ここに微粒子を吸着させて、それを繊毛で口に運んで食べる摂食方法である。つまり、多量の水をそこに通してその中から餌を拾うので、濾過摂食とは似た点が多い。
厳密には濾過摂食は濾過装置に餌を引っ掻けることで餌を集めるのに対して、繊毛粘液摂食はその表面に餌を吸着させるので、区別はできる。対象とする餌は、濾過摂食が濾過装置に引っ掛かる大きさのもので（小型プランクトン程度）、繊毛粘液摂食の場合はさらに小さなデトリタスである。繊毛粘液摂食を濾過摂食の中に含めることもある。
例えば二枚貝類は水を吸い込んで鰓を通して吐き出し、同時に鰓で集めた餌を食べる。これはかつては濾過摂食であるとされた。しかし、実際には鰓の間を水が抜けて行くわけではなく、鰓の表面を流れるようである。現在では、むしろ繊毛粘液摂食であると考えられている。触手を広げるものの場合も、その表面に繊毛の帯をもち、粘液を分泌しているものも多い。触手動物はそう見てよい。
また、ケンミジンコ類などは摂食用の足に多数の棘状の毛を持ち、これを用いて濾過摂食するものと考えられていた。しかし、あまりに小さいため、濾過の形で餌を捕らえるのは無理（レイノルズ数が大きすぎる）らしい。詳しく調べられているものでは、濾過するのではなく、つまみ取るようにして食べている。